# YUI KOBAYASHI GRADUATION CONCERT
《YUI KOBAYASHI GRADUATION CONCERT》是日本女子偶像組合櫻坂46在2024年1月31日和2月1日於東京都澀谷區神南的國立代代木競技場第一體育館舉行的公演，於2024年8月28日以DVD和Blu-ray的形式發售，為櫻坂46第5部現場影像作品。

## 背景與發行
2023年11月29日，櫻坂46成員小林由依在其官方部落格宣佈畢業，並且於翌年1月31日和2月1日於國立代代木競技場第一體育館舉行畢業公演，此地是櫻坂46的前身櫸坂46作為暖場嘉賓首次進行公開表演的場地。2月2日，原本在休養的成員小池美波復出。2024年7月15日，櫻坂46宣佈推出公演的DVD和Blu-ray。7月19日，公佈DVD和Blu-ray的封面以及收錄內容。8月23日，櫻坂46在YouTube Premium公開公演中演唱《櫻月》時的影像。8月28日，小林由依推出手機粉絲俱樂部，與會員同時觀看公演影像。

## 榜單成績
在Oricon公信榜，公演DVD和Blu-ray分別以4,000張和14,000張的銷量取得週榜第1名，第三次同時取得DVD週榜、Blu-ray週榜以及DVD和Blu-ray週榜第1名。

## 外部連結
- . 櫻坂46.   [2024-11-05]. （原始内容存档于2025-01-25） （日语）.
- YouTube上的（日語）